# Olympische Winterspiele 1992/Teilnehmer (Griechenland)
| Gelbes Symbol für Goldmedaillen mit stilisierten Olympischen Ringen | Graues Symbol für Silbermedaillen mit stilisierten Olympischen Ringen | Braundes Symbol für Bronzemedaillen mit stilisierten Olympischen Ringen |
| ------------------------------------------------------------------- | --------------------------------------------------------------------- | ----------------------------------------------------------------------- |
| —                                                                   | —                                                                     | —                                                                       |

Griechenland nahm an den Olympischen Winterspielen 1992 im französischen Albertville mit einer Delegation von acht Athleten in drei Disziplinen teil, davon sieben Männer und eine Frau. Ein Medaillengewinn gelang keinem der Athleten.
Fahnenträgerin bei der Eröffnungsfeier war die Skirennläuferin Thomai Lefousi.

## Teilnehmer nach Sportarten

### Biathlon
Männer
- Nikos Anastasiadis
20 km Einzel: 92. Platz (1:25:45,5 h)

- Athanasios Tsakiris
10 km Sprint: 79. Platz (30:39,3 min)
20 km Einzel: 42. Platz (1:02:37,2 h)

### Ski Alpin
Männer
- Ioannis Kapraras
Super-G: 73. Platz (1:26,47 min)
Riesenslalom: Rennen nicht beendet
Slalom: Rennen nicht beendet

- Thomas Lefousis
Super-G: 71. Platz (1:25,01 min)
Riesenslalom: Rennen nicht beendet
Slalom: Rennen nicht beendet

Frauen
- Thomai Lefousi
Super-G: 42. Platz (1:37,61 min)
Riesenslalom: Rennen nicht beendet
Slalom: Rennen nicht beendet

### Skilanglauf
Männer
- Nikos Anastasiadis
10 km klassisch: 99. Platz (37:26,5 min)
15 km Verfolgung: 82. Platz (54:36,2 min)
30 km klassisch: Rennen nicht beendet
4 × 10 km Staffel: 16. Platz (2:05:46,4 h)

- Ioannis Mitroulas
10 km klassisch: 84. Platz (35:25,4 min)
30 km klassisch: 74. Platz (1:42:50,5 h)

- Athanasios Tsakiris
4 × 10 km Staffel: 16. Platz (2:05:46,4 h)

- Dimitrios Tsourekas
10 km klassisch: 98. Platz (37:15,6 min)
15 km Verfolgung: 91. Platz (58:23,9 min)
30 km klassisch: 76. Platz (1:43:41,9 h)
4 × 10 km Staffel: 16. Platz (2:05:46,4 h)

- Timoleon Tsourekas
10 km klassisch: 91. Platz (36:26,9 min)
15 km Verfolgung: 88. Platz (56:04,6 min)
4 × 10 km Staffel: 16. Platz (2:05:46,4 h)